# باشگاه فوتبال استشوند
باشگاه فوتبال اِسْتِشوند (سوئدی: Östersunds Fotbollsklubb) که عموماً با نام اِسْتِشوند اف‌کی شناخته می‌شود، یک باشگاه فوتبال است که در شهر اوسترشوند کشور سوئد پایه‌گذاری شده است.